# The Intrigue (film 1916)
The Intrigue è un film muto del 1916 diretto da Frank Lloyd. Fu prodotto dalla Pallas Pictures e distribuito dalla Paramount Pictures.

## Trama
Dietro richiesta del suo governo, la contessa Sonia Varnli si reca negli Stati Uniti. Travestita da cameriera, è stata incaricata di contattare Guy Longstreet, un inventore che potrebbe vendere al nemico, rappresentato dal barone Rogniat, la sua nuova invenzione, un fucile a raggi X. Pur se Guy sembra intenzionato a cedere l'arma al barone, quest'ultimo teme invece che ad acquisirla siano anche altri compratori e così progetta di uccidere Guy. Sonia scopre i piani di Rogniat e avverte Guy: insieme, i due catturano il barone. L'inventore, innamorato di Sonia, le chiede di sposarlo. Ma lei gli pone come condizione di distruggere l'arma a raggi X. Guy accetta e Sonia gli rivela di essere una vera contessa.

## Produzione
Il film fu prodotto dalla Pallas Pictures.
Secondo fonti moderne, King Vidor appare tra gli interpreti del film.

## Distribuzione
Distribuito dalla Paramount Pictures e Famous Players-Lasky Corporation, il film uscì nelle sale cinematografiche statunitensi il 9 ottobre 1916.
Non si conoscono copie ancora esistenti della pellicola che viene considerata presumibilmente perduta.